# Новая Елховка
Новая Елховка — поселок в Сергиевском районе Самарской области. Входит в состав сельского поселения Светлодольск.

## История
В 1973 года Указом Президиума ВС РСФСР поселок фермы совхоза «Победа» переименован в Новая Елховка.

## Население
| 2008 | 2010 |
| ---- | ---- |
| 119  | ↘88  |